# Kristus och äktenskapsbryterskan (Bruegel)
Kristus och äktenskapsbryterskan är en oljemålning av den flamländske renässanskonstnären Pieter Bruegel den äldre. Den är daterad 1565, signerad BRVEGEL och sedan 1978 utställd på Courtauld Institute of Art i London. 
Kristus och äktenskapsbryterskan är utförd i grisailleteknik vilket innebär ett monokromt måleri i gråtoner. Bruegel målade ytterligare två tavlor i grisaille: Jungfru Marie död (Upton House) och Tre soldater (Frick Collection). Konstnären behöll själv Kristus och äktenskapsbryterskan som vid hans död ärvdes av sonen Jan Brueghel den äldre som kopierade tavlan. Hans version dateras till 1597–1598 och ingår i Alte Pinakotheks samlingar i München. Även den andra sonen, Pieter Brueghel den yngre, målade omkring år 1600 samma tavla men i färg (Philadelphia Museum of Art).
Motivet om Kristus och äktenskapsbryterskan är hämtat från Johannesevangeliet (8:1–11) som berättar om när Jesus undervisade i templet i Jerusalem. Fariséerna och de skriftlärda, som kände sig hotade av Jesus popularitet, förde till honom en olycklig kvinna som ertappats med äktenskapsbrott. De hoppades att han skulle svara på ett sätt som stred mot den judiska lagen. Jesus svar är ett av Bibelns mest berömda citat: "Den av er som är fri från synd skall kasta första stenen på henne". Det är dessa ord som den knäböjande Jesus skriver på holländska i dammet på trappavsatsen. Äktenskapsbryterska är porträtterad i samtida moderiktiga kläder, vilket var ovanligt för Bruegel som vanligtvis målade folklivsskildringar med lantbefolkning i enkla kläder.  

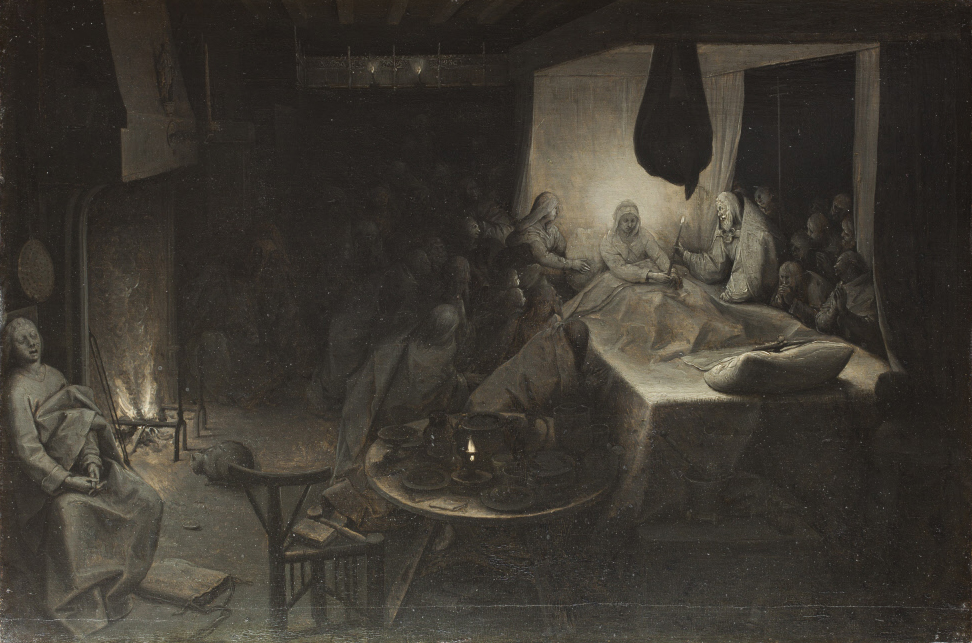
Pieter Bruegel den äldre, Jungfru Marie död, 1564, olja på pannå, 37 x 55,5, Upton House.
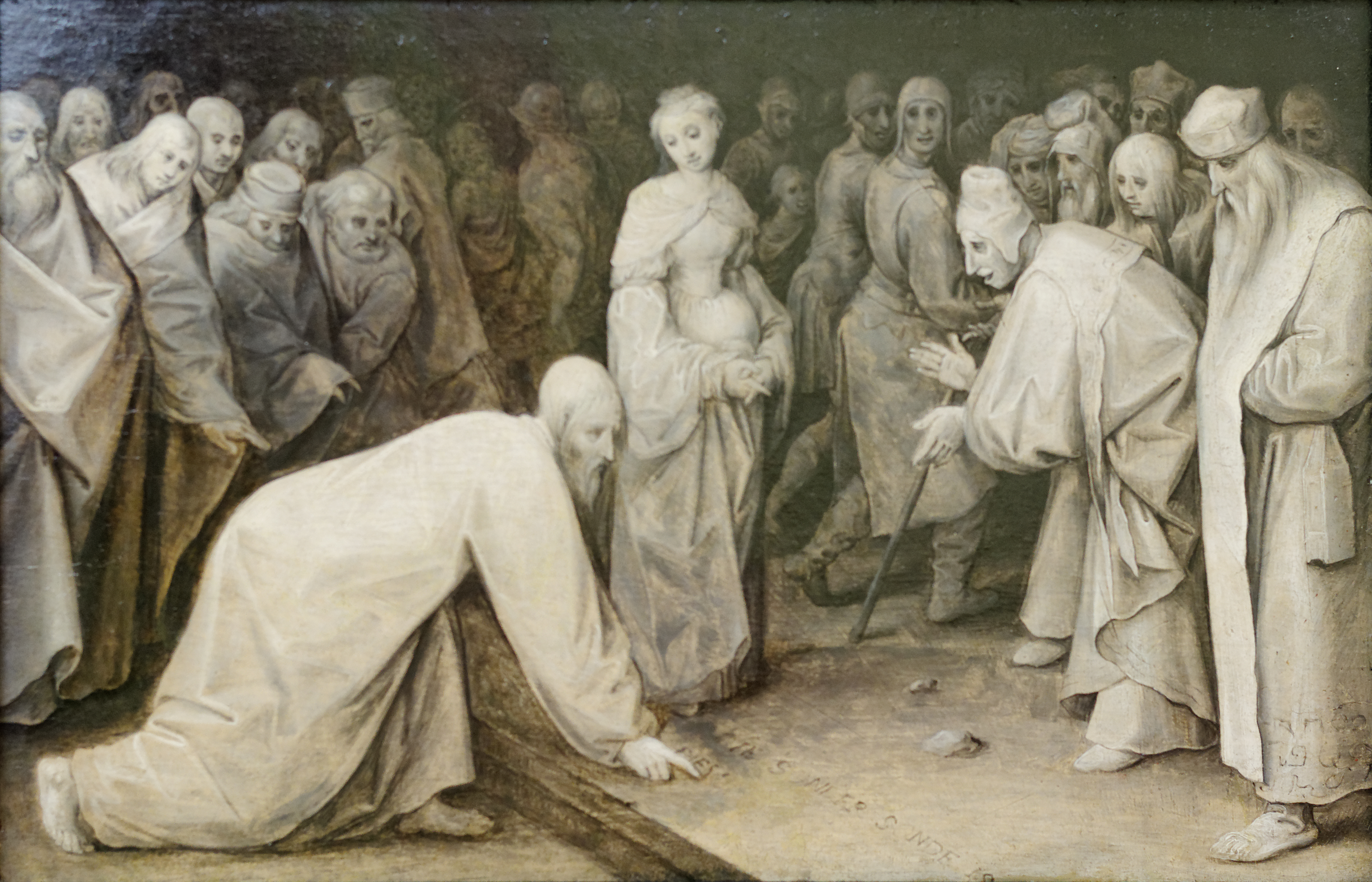
Jan Brueghel den äldre, Kristus och äktenskapsbryterskan, 1597–1598, olja på pannå, 23,8 x 36,5 cm, Alte Pinakothek.
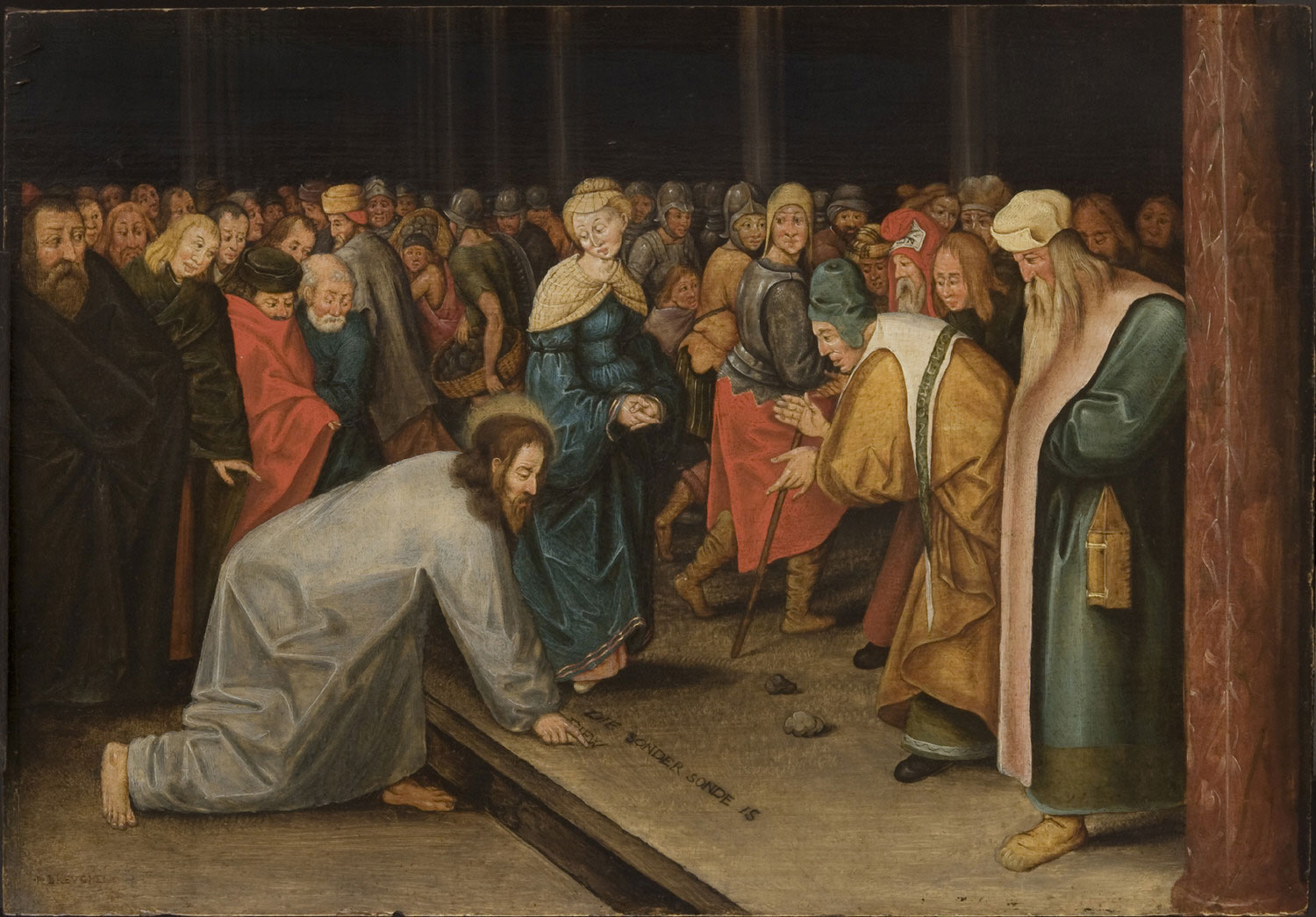
Pieter Brueghel den yngre, Kristus och äktenskapsbryterskan, cirka 1600, olja på pannå, 28,1 x 40,6 cm, Philadelphia Museum of Art.